# John Benstead
John Benstead (10 januari 1897 - 24 januari 1979) was een Brits syndicalist en politicus voor Labour.

## Levensloop
Benstead groeide op te Peterborough, alwaar hij school liep in the King's school. 
In 1911 ging hij aan de slag bij de Great Northern Railway, alwaar hij lid werd van de National Union of Railwaymen (NUR). Tijdens de Eerste Wereldoorlog diende hij bij de Royal Navy. Daarnaast was hij zeven jaar actief  voor Labour als gemeenteraadslid te Peterborough, alsook  locoburgemeester van deze stad in 1932. 
In 1922 trad hij in dienst van de NUR, alwaar hij in 1930 werd verkozen tot nationaal executieve en in 1935 tot 'organisor'. In 1939 werd hij vervolgens aangesteld tot assistent algemeen secretaris en in 1943 werd hij verkozen tot algemeen secretaris van de NUR in opvolging van John Marchbank, een functie die hij uitoefende tot 1948. Hij werd in deze hoedanigheid opgevolgd door Jim Figgings. Tevens was hij van 1946 tot 1947 voorzitter van de International Transport Workers' Federation (ITF). Hij volgde in deze hoedanigheid de Zweed Charles Lindley op, zelf werd hij opgevolgd door de Belg Omer Becu.
Ten slotte zetelde hij in verschillende comités, waaronder de Advisory Council for Scientific and Industrial Research, alsook de Colonial and Economic Development Council - waarvan hij een van de zes initiële leden was - en de Royal Commission on the Press.
In 1953 werd hij geridderd. Hij was gehuwd met syndicaliste en politica Gladys Palmer, voormalig burgemeester van Peterborough. Ze hadden samen een kind.